# Família Marianista
Família Marianista é um grupo de quatro organizações católicas romanas cujas origens remontam ao beato Guilherme José Chaminade e a madre Adèle de Batz de Trenquelléon. Os quatro ramos da família são a Sociedade de Maria (S.M.), um instituto religioso de padres e irmãos; as Filhas de Maria Imaculada (F.M.I), um instituto religioso de irmãs religiosas; a Alliance Mariale (A.M.), um histórico instituto secular feminino composto de leigas que "dedicaram suas vidas a Deus professando votos vivendo no mundo"; e as Comunidades Leigas Marianistas (M.L.C.), uma associação privada mista de fieis. 